# Euphrasia caudata
Euphrasia caudata är en snyltrotsväxtart som först beskrevs av James Hamlyn Willis, och fick sitt nu gällande namn av W. R. Barker. Euphrasia caudata ingår i släktet ögontröster, och familjen snyltrotsväxter. Inga underarter finns listade i Catalogue of Life.